# Antoni Wrotnowski
Antoni Wrotnowski (ur. 3 lutego 1823 w sandomierskim, zm. 5 kwietnia 1900 w Łękach) – prawnik, właściciel dóbr, poseł na Sejm Krajowy V kadencji (1882-1889)

## Życiorys
Po ukończeniu studiów zamieszkał w Warszawie. Był jednym z autorów haseł do 28 tomowej Encyklopedii Powszechnej Orgelbranda z lat 1859-1868. Jego nazwisko wymienione jest w I tomie z 1859 roku na liście twórców zawartości tej encyklopedii.
Był działaczem Towarzystwa Rolniczego i Towarzystwa Kredytowego Ziemskiego. W 1884 roku został dyrektorem Banku Krajowego we Lwowie. Po zakończeniu w 1888 roku pracy w banku zamieszkał w Łękach koło Kęt. Założyciel warszawskiego "Słowa". Pochowany w Bielanach.

## Wybrane publikacje
- Autonomia Galicyi i jej samorząd (1889)
- Przemysł fabryczny w Galicyi (1883)